# Lenvik (Nordland)
Lenvik est une localité du comté de Nordland, en Norvège.

## Géographie
Administrativement, Lenvik fait partie de la kommune d'Evenes.